# Mulu Seboka
Mulu Seboka (* 25. September 1984 in Shewa) ist eine äthiopische Marathonläuferin.
Ihren ersten großen Sieg errang sie beim Mumbai-Marathon 2005 mit 2:35:03. Diesen Streckenrekord verbesserte sie 2006 auf 2:33:15 und 2008 auf 2:30:03, beides jeweils auch die schnellste Zeit einer Läuferin auf indischem Boden. Beim Marathon der Leichtathletik-Weltmeisterschaften 2005 in Helsinki kam sie auf den 48. Platz.
2008 verbesserte sie den Streckenrekord des Toronto Waterfront Marathons um fast vier Minuten mit ihrer persönlichen Bestzeit von 2:29:06 h. 2009 wurde sie Zweite des Prag-Marathons in 2:30:39.